# Villas del Renacimiento
Villas del Renacimiento es una localidad del estado mexicano de Coahuila. Es parte del municipio de Torreón.

## Demografía
| Censo | Población |
| ----- | --------- |
| 2010  | 49        |
| 2020  | 1 874     |